# Нестеров Євген Федорович
Євген Федорович Нестеров (рос. Евгений Федорович Нестеров; 12 лютого 1987, м. Нижньокамськ, СРСР) — російський хокеїст, захисник. Виступає за «Кристал» (Саратов) у Вищій хокейній лізі.
Вихованець хокейної школи «Нафтохімік» (Нижньокамськ). Виступав за «Олімпія» (Кірово-Чепець), Газпром-ОГУ (Оренбург), «Металург» (Мєдногорськ), «Аріада-Акпарс» (Волжськ).